# Mugur Isărescu
Mugur Isărescu (Drăgăşani, 1 de agosto de 1949) é o governador do Banco Nacional da Romênia. Foi primeiro-ministro de 1999 a 2000. É membro da Academia Romena.

## Vida
Nascido em Drăgăşani, Vâlcea County, formou-se em 1971 na Academia de Estudos Econômicos de Bucareste. Nos dezenove anos seguintes, trabalhou no Instituto de Economia Internacional.
Depois da Revolução Romena de 1989, trabalhou no Ministério dos Negócios Estrangeiros e depois na Embaixada da Romênia nos Estados Unidos. Em setembro de 1990, tornou-se governador do Banco Nacional da Romênia, cargo que mantém desde então, exceto no curto período em que foi primeiro-ministro.
Em 16 de dezembro de 1999, Isărescu foi empossado como primeiro-ministro, mas somente por um ano, pois em novembro de 2000 a coalizão no poder perdeu as eleições.
Nesse mesmo mês, concorreu ao cargo de presidente do país, mas sofreu grande derrota, ao atingir apenas o quarto lugar, com 9% dos votos.
Retornou, então, ao cargo de governador do Banco Nacional da Romênia.